# Johann Nikolaus von Dreyse

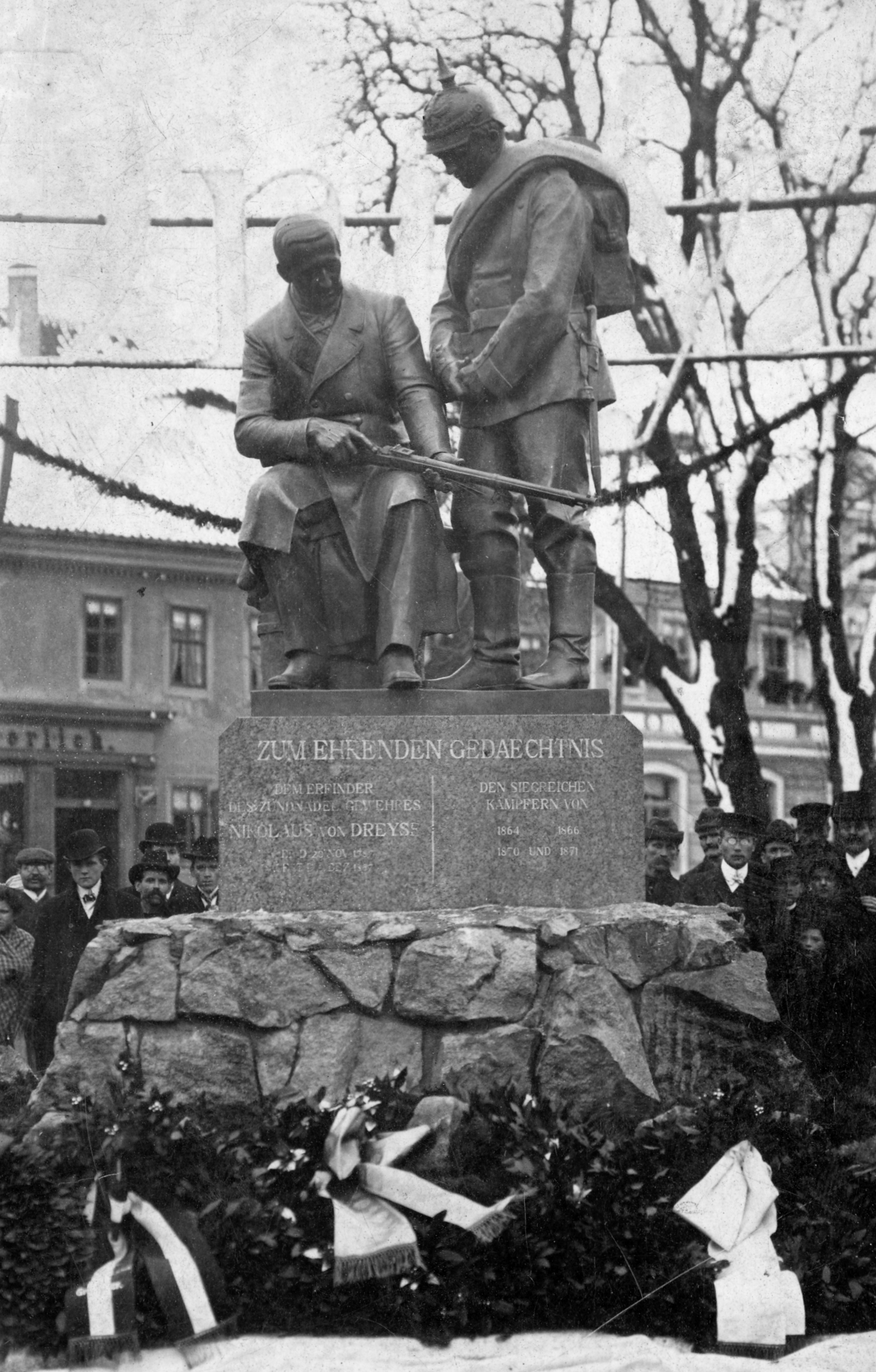
Pomnik Johanna Nikolausa von Dreyse w Sömmerda

Johann Nikolaus von Dreyse (pierwotnie Johann Nikolaus Dreyse, od 1864 von Dreyse; ur. 20 listopada 1787 w Sömmerda, zm. 9 grudnia 1867 tamże) – niemiecki inżynier, wynalazca broni odtylcowej.
Lata szkolne (1794–1802) spędził w Sömmerda. W latach 1802–1806 wykształcił się na ślusarza. W latach 1806–1809 pracował jako ślusarz w Altenburgu i w Dreźnie.
W 1809 wyjechał do Paryża, gdzie zaczął pracować u Pauly'ego – francuskiego rusznikarza szwajcarskiego pochodzenia, który z polecenia Napoleona zajmował się ulepszaniem francuskiego karabinu wz. 1777.
W 1815 roku powrócił do Sömmerda, która ówcześnie należała do Prus. Po śmierci ojca przejął jego zakład, a w 1821 wraz z kupcem Cronbieglem założył firmę „Dreyse & Cronbiegel-Collenbusch”.
Rozpoczął prace nad nabojem z zapłonem bocznym. W 1827 roku skonstruował jednostrzałowy odprzodowy karabin iglicowy na amunicję zespołową własnego pomysłu. Nabój po włożeniu do lufy od strony wylotu był dobijany do dna lufy za pomocą stempla metalowego. Ze względu na niebezpieczeństwo wystrzału w czasie dobijania, broń nie została wprowadzona do uzbrojenia.
W 1836 roku opracował pierwszy karabin odtylcowy ładowany od wlotu lufy, przyjęty w 1841 do uzbrojenia armii pruskiej jako Zündnadelgewehr M/41. Broń ta stała się pierwowzorem wielu następnych konstrukcji. Karabin Dreysego był używany do tłumienia zamieszek w czasie Wiosny Ludów oraz w czasie wojny prusko-duńskiej (1864), austriacko-pruskiej (1866) i wojny francusko-pruska (1870).
W 1860 roku skonstruował pocisk wybuchowy zakazany przez Konferencję Narodów w 1868 roku.
22 marca 1864 król pruski nadał mu tytuł szlachecki.
Zmarł 9 grudnia 1867 r. na zapalenie płuc.
Swoje ponad 50-letnie doświadczenie zdobyte w rzemiośle rusznikarskim przekazał synowi Franzowi, który od 1842 roku pracował w zakładach ojca w Sömmerdzie. Podobnie jak ojciec, Franz był konstruktorem szeregu wzorów broni palnej, które jednak nie znalazły szerszego zastosowania.